# لوکاس نول
لوکاس نول (انگلیسی: Lucas Necul؛ زادهٔ ۲۱ اوت ۱۹۹۹) بازیکن فوتبال اهل آرژانتین است.
از باشگاه‌هایی که در آن بازی کرده‌است می‌توان به باشگاه فوتبال آرسنال ساراندی اشاره کرد.
وی همچنین در تیم ملی فوتبال زیر ۲۳ سال آرژانتین بازی کرده‌است.
وی در مسابقات کشوری و بین‌المللی در مجموع برندهٔ ۱ مدال طلا شده‌است.